# Melanophilharmostes demirei
Melanophilharmostes demirei är en skalbaggsart som beskrevs av Renaud Maurice Adrien Paulian 1977. Melanophilharmostes demirei ingår i släktet Melanophilharmostes och familjen Hybosoridae. Inga underarter finns listade i Catalogue of Life.